# Çet Tepe
Koordinaten: 36° 37′ 9,3″ N, 34° 14′ 30,8″ O

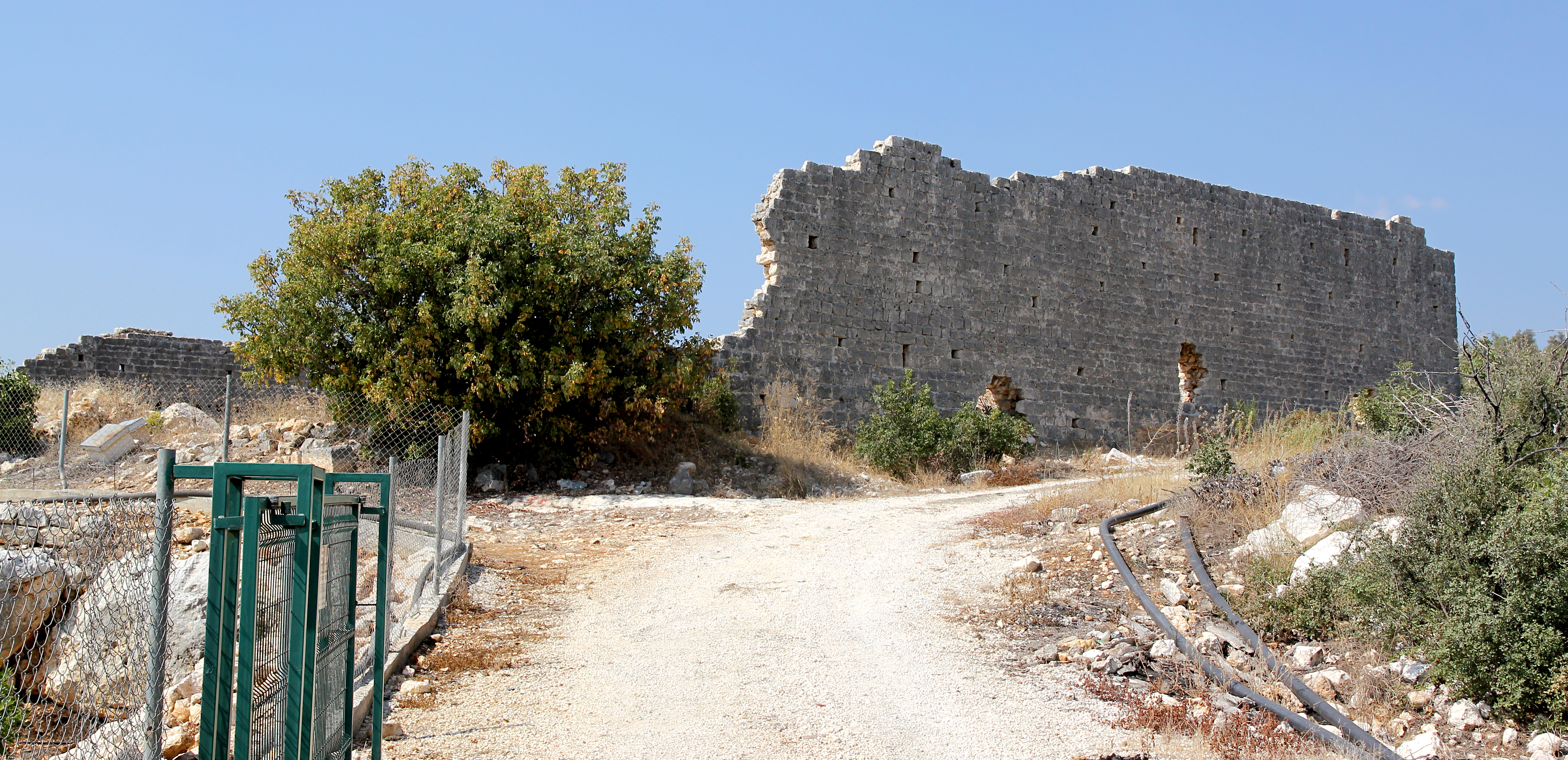
Çet Tepe von Osten

Der Çet Tepe ist ein Hügel im Stadtgebiet von Erdemli in der Südtürkei. Auf dem Hügel liegt die Ruine eines römischen Wirtschaftshofes.

## Lage
Der Çet Tepe liegt etwa sechs Kilometer nordwestlich des Zentrums von Erdemli, dem antiken Kalanthia, im gleichnamigen Bezirk der Provinz Mersin. Er liegt damit nahe einer von Kalanthia nach Tetrapyrgia (heute Kemer Yayla) führenden Straße, die in der Tabula Peutingeriana als Nebenstrecke der Verbindung von Ikonion (Konya) nach Pompeiopolis (bei Mersin) verzeichnet ist. Heute ist er über die Straße von Erdemli nach Güzeloluk zu erreichen. Etwa zwei Kilometer südöstlich liegt die antike Siedlung von Yapısıgüzel, in der südöstlichen Umgebung der antike Siedlungsplatz von Şaha, von dem nur wenige Hausgrundrisse geblieben sind, und 3,5 Kilometer südwestlich die Ruinen von Köşkerli.

## Beschreibung
Das Gebäude des Wirtschaftshofes ist ungefähr von Südosten nach Nordwesten ausgerichtet und hat einen fast exakt quadratischen Grundriss von 27,70 × 27,78 Metern. Der einzige Zugang lag in der Mitte der Südostwand, die Tür hatte eine Breite von 1,66 Metern. Außer der bis auf das Fundament völlig verschwundenen Südmauer sind die Wände bis zu einer Höhe von sechs Metern erhalten. Die deutschen Byzantinisten Friedrich Hild und Hansgerd Hellenkemper, die den Ort 1985 aufsuchten, berichten noch von den beiden in situ aufrecht stehenden Monolithen der Türgewände und einem verstürzten Türsturz etwa in der Mitte der Südostwand. Entlang der Wände reihten sich etwa 25 Räume mit zum Hof öffnenden Türen. Durch die teilweise erhaltenen Grundmauern und noch erkennbare Wandanschlüsse oder -ausbrüche in den Außenmauern ist ein großer Teil der Räume rekonstruierbar. Sie hatten Grundflächen zwischen 13 und 30 Quadratmetern. Von der Raumdecke sind in den Außenwänden noch in gleichmäßigen Abständen die Auflagelöcher der Balken zu sehen. An einigen Stellen sind solche Balkenlöcher auch von der Decke des Obergeschosses erkennbar. Über die Raumaufteilung und Orientierung der Räume des oberen Geschosses sind keine Aussagen mehr möglich. Die restliche freie Fläche des Innenhofes betrug etwa 280 Quadratmeter. Das Gebäude war in den Außenmauern lediglich durch nachträglich eingebrochene Schlitzfenster beleuchtet, die eigentliche Beleuchtung der Räume  muss demnach von der Hofseite erfolgt sein. Die Aufteilung der Räume lässt auf Anbau von Getreide, Ölberarbeitung und Viehhaltung schließen. Wohnbereiche sind nicht zu erkennen, die Wohnung der Besitzer oder Bewirtschafter muss wohl außerhalb gelegen haben.
An der Innenseite der Südwestwand ist in einem der Räume das Schöpfloch einer Felszisterne erhalten, ebenso an der Außenseite der Nordwestwand, wo auch eine weitere, in den Fels gehauene Zisterne mit einer flachen Überkupplung liegt. Außerhalb des Komplexes konnten Hild und Hellenkemper mindestens vier offene Ölpressen sowie im Norden die Ruinen eines kaiserzeitlichen Hauses beobachten.
Aufgrund des zweischaligen Kleinquadermauerwerks und der monolithen Türpfosten kann das Gebäude in spätrömische Zeit datiert werden.

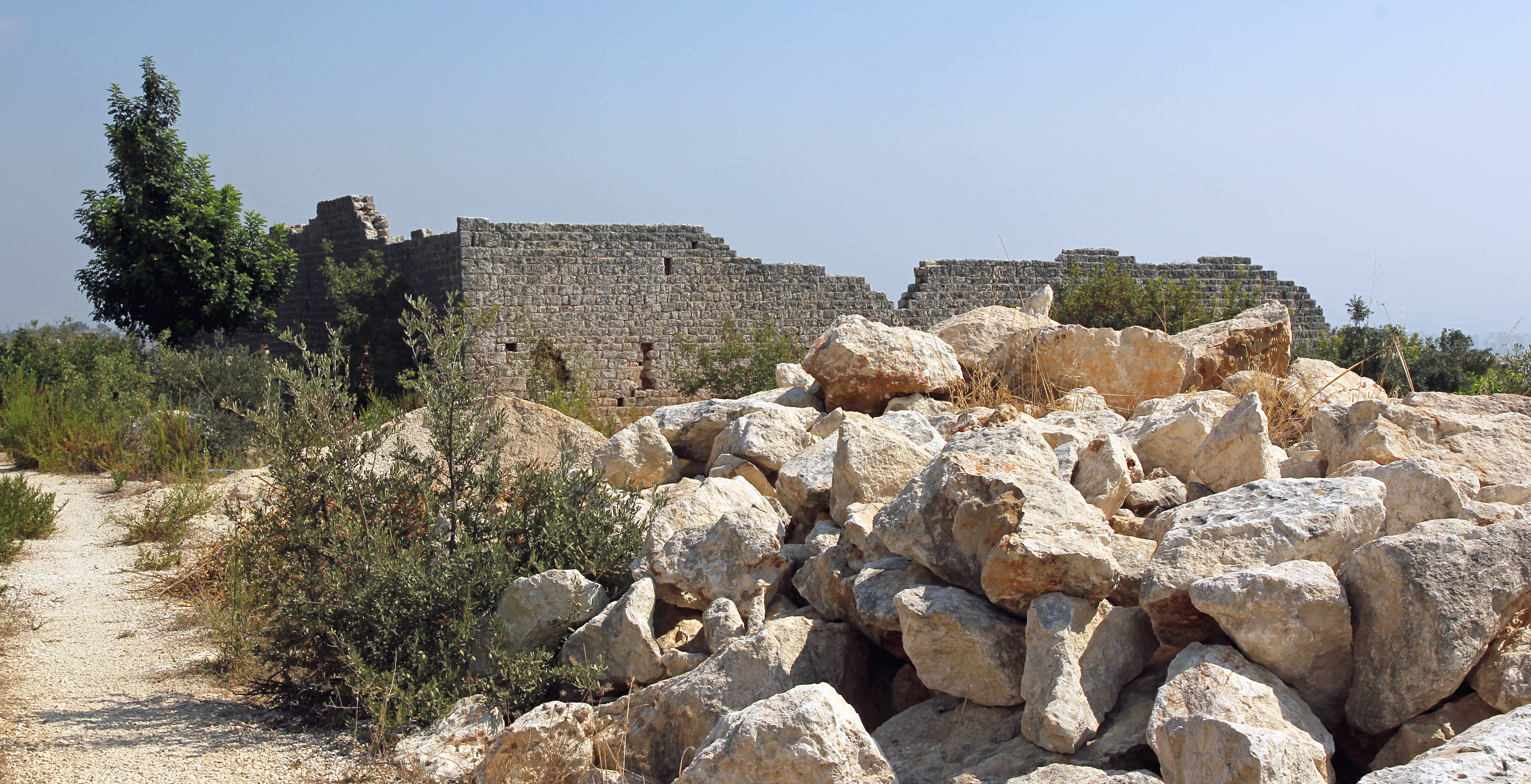
Westecke
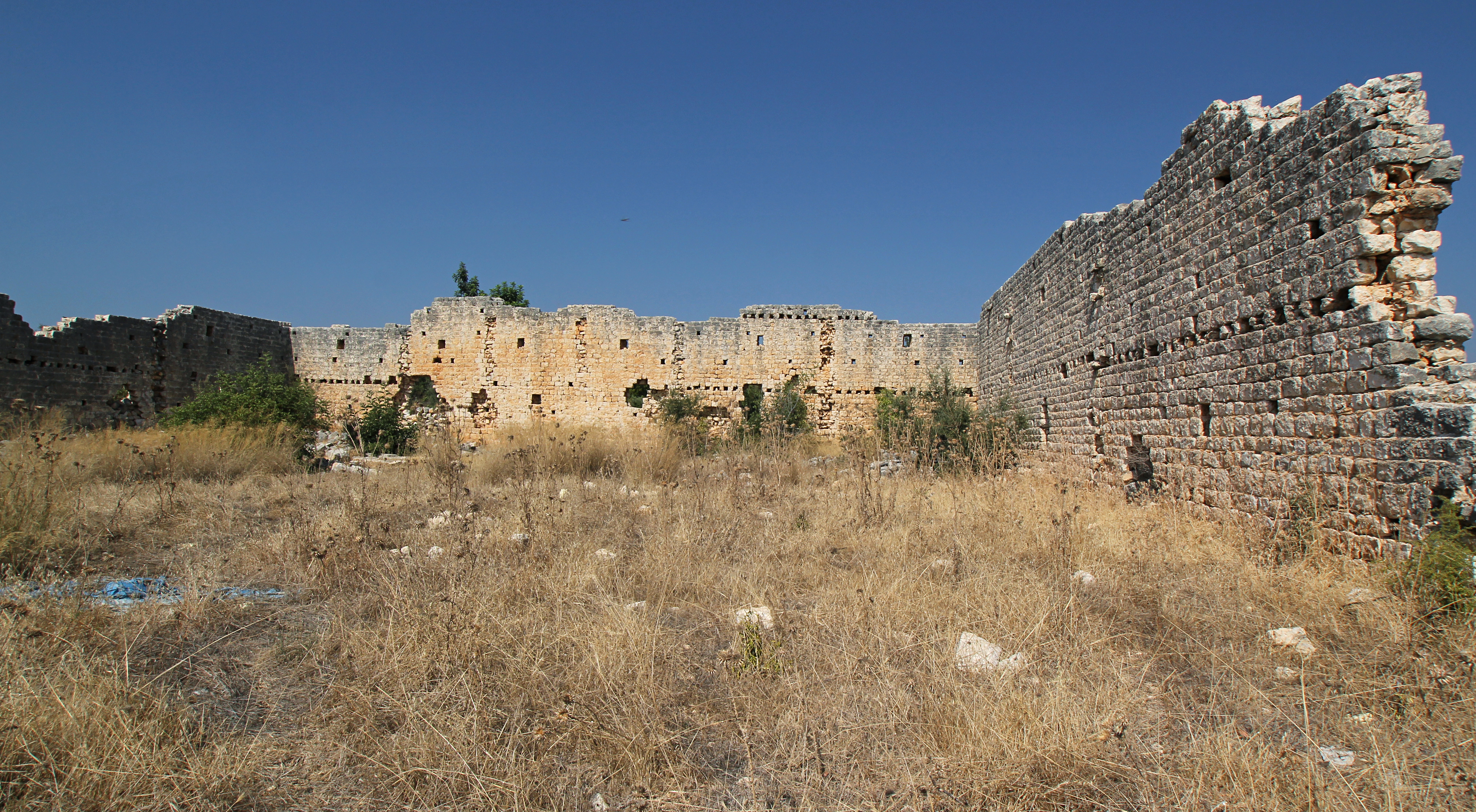
Innenraum von Südosten
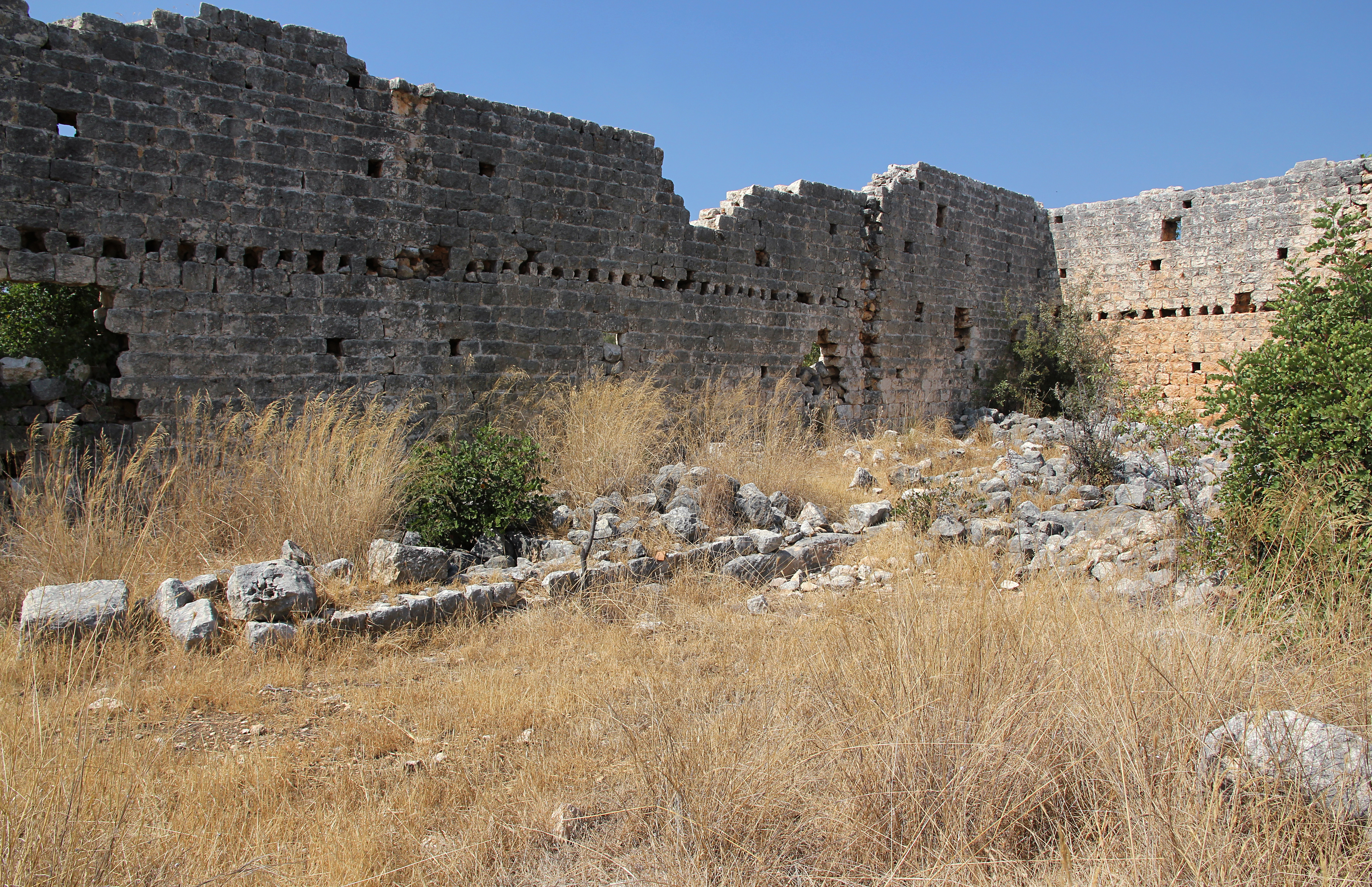
Westecke des Innenraums mit Grundmauern der Innenbebauung
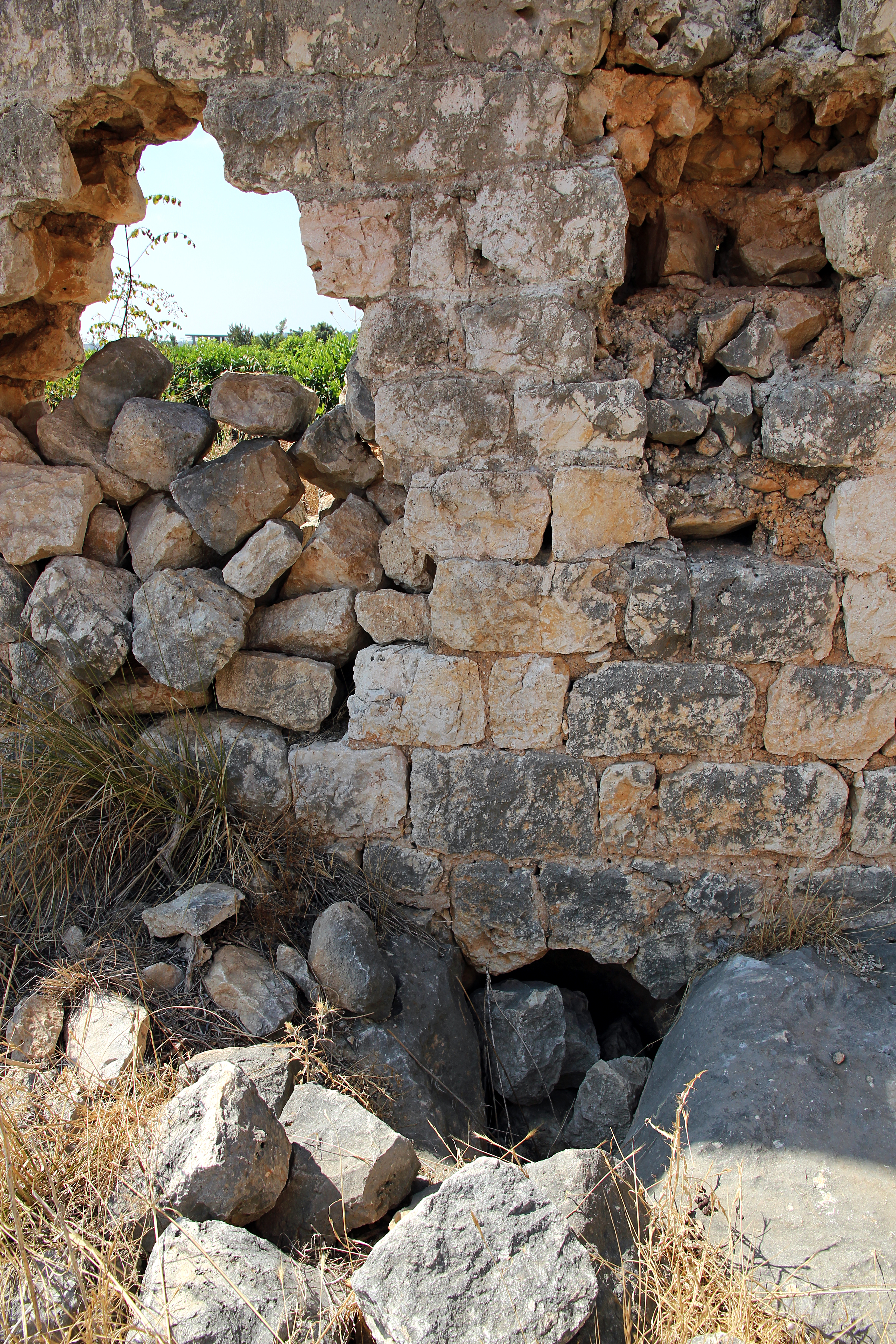
Schöpfloch einer Zisterne in der inneren Südwestwand